# Dieta baja en carbono
Una dieta baja en carbono se refiere a la elección de estilos de vida relacionados con el consumo de alimentos para reducir las emisiones de gases de efecto invernadero (GEI) resultantes.
 La elección de una dieta baja en carbono es una faceta del desarrollo de dietas sostenibles que aumentan la sostenibilidad a largo plazo de la humanidad.
Se estima que el sistema alimentario de EE. UU. Es responsable de al menos el 20 por ciento de los gases de efecto invernadero de EE. UU.
 Esta estimación puede ser baja, ya que solo cuenta las fuentes directas de GEI. Las fuentes indirectas, como la demanda de productos de otros países, a menudo no se cuentan. Una dieta baja en carbono minimiza las emisiones liberadas por la producción, envasado, procesamiento, transporte, preparación y desperdicio de alimentos. Los principios más importantes de una dieta baja en carbono incluyen comer menos carne y lácteos industriales, comer menos alimentos producidos industrialmente en general, comer alimentos cultivados local y estacionalmente, comer menos alimentos procesados y empaquetados y reducir el desperdicio de alimentos mediante el tamaño de porción adecuado, el reciclaje o el compostaje.

## Tendencias generales
Un estudio de 2014 sobre las dietas de la vida real de los británicos estimó sus huellas de gases de efecto invernadero en términos de kilogramos de dióxido de carbono equivalente por día:

- 7,19 para grandes consumidores de carne (≥100 g / día)
- 5,63 para consumidores de carne medianos (50-99 g / día)
- 4,67 para consumidores de poca carne (<50 g / día)
- 3,91 para los que comen pescado
- 3,81 para vegetarianos
- 2,89 para veganos

## Antecedentes sobre la dieta y las emisiones de gases de efecto invernadero
En los EE. UU., el sistema alimentario emite cuatro de los gases de efecto invernadero asociados con el cambio climático: dióxido de carbono, metano, óxido nitroso y clorofluorocarbono. La quema de combustibles fósiles (como el petróleo y la gasolina) para propulsar vehículos que transportan alimentos a largas distancias por aire, barco, camión y ferrocarril libera dióxido de carbono (CO2), el principal gas responsable del calentamiento global. Los clorofluorocarbonos (CFC) son emitidos por mecanismos mecánicos de refrigeración y congelación (ambos productos básicos en el envío y almacenamiento de alimentos). Las fuentes de emisión de metano antropogénico incluyen la agricultura (rumiantes, manejo de estiércol, producción de arroz en humedales), varias otras industrias y vertederos. Las fuentes antropogénicas de óxido nitroso incluyen fertilizantes, estiércol, residuos de cultivos y producción de cultivos fijadores de nitrógeno. El metano y el óxido nitroso también se emiten en grandes cantidades a partir de fuentes naturales. Los potenciales de calentamiento global de 100 años del metano y el óxido nitroso se estimaron recientemente en 25 y 298 equivalentes de dióxido de carbono, respectivamente.
Steinfeld et al. estiman que la producción ganadera representa el 18 por ciento de las emisiones antropogénicas de GEI expresadas como equivalentes de dióxido de carbono. De esta cantidad, el 34 por ciento es emisión de dióxido de carbono por deforestación, principalmente en Centro y Sudamérica, debido a la producción ganadera. Sin embargo, la deforestación asociada con la producción ganadera no es un problema en algunas regiones.[cita requerida] En los Estados Unidos, la superficie de tierra ocupada por bosques aumentó entre 1990 y 2009 y también se informó de un aumento neto de la superficie de tierras forestales en Canadá.
De las emisiones que atribuyen a la producción ganadera, Steinfeld et al. estiman que a nivel mundial, el metano representa el 30,2 por ciento. Como otros gases de efecto invernadero, el metano contribuye al calentamiento global cuando aumenta su concentración atmosférica. Aunque la emisión de metano de la agricultura y otras fuentes antropogénicas ha contribuido sustancialmente al calentamiento anterior, tiene menor importancia para el calentamiento actual y reciente. Esto se debe a que ha habido un aumento relativamente pequeño en la concentración de metano atmosférico en los últimos años
 El aumento anómalo de la concentración de metano en 2007, discutido por Rigby et al., se ha atribuido principalmente a flujo de metano anómalo de los humedales naturales, principalmente en los trópicos, en lugar de fuentes antropogénicas.
Las fuentes del ganado (incluida la fermentación entérica y el estiércol) representan aproximadamente el 3,1 por ciento de las emisiones de GEI antropogénicas de EE. UU. expresadas como equivalentes de dióxido de carbono. Esta estimación de la EPA se basa en metodologías acordadas por la Conferencia de las Partes de la CMNUCC, con potenciales de calentamiento global de 100 años del Segundo Informe de Evaluación del IPCC utilizados para estimar las emisiones de GEI como equivalentes de dióxido de carbono.
Un estudio de 2016 publicado en Nature Climate Change concluye que los impuestos climáticos sobre la carne y la leche producirían simultáneamente reducciones sustanciales en las emisiones de gases de efecto invernadero y conducirían a dietas más saludables. Dichos impuestos deberían diseñarse con cuidado: eximir y subsidiar algunos grupos de alimentos, compensar selectivamente la pérdida de ingresos y utilizar parte de los ingresos para la promoción de la salud. El estudio analizó recargos del 40% en la carne vacuna y del 20% en la leche y sus efectos sobre el consumo, las emisiones climáticas y la distribución. Un plan óptimo reduciría las emisiones en mil millones de toneladas por año, una cantidad similar a la de la aviación a nivel mundial.

## Opciones de alimentos con alto contenido de carbono y bajo contenido de carbono

Impacto de efecto invernadero en todas las categorías de alimentos: resultados de una revisión de 2017 de 389 evaluaciones del ciclo de vida

Ciertos alimentos requieren más insumos de combustibles fósiles que otros, lo que hace posible seguir una dieta baja en carbono y reducir la huella de carbono al elegir alimentos que necesitan menos combustibles fósiles y, por lo tanto, emitir menos dióxido de carbono y otros gases de efecto invernadero.
En junio de 2010, un informe del Programa de las Naciones Unidas para el Medio Ambiente declaró que se necesitaba un cambio global hacia una dieta vegana para salvar al mundo del hambre, la escasez de combustible y el cambio climático.

Cundiff y Harris
 escriben: "El documento de posición de la Asociación Dietética Estadounidense (ADA) y Dietistas de Canadá reconoce oficialmente que las dietas veganas y otras dietas vegetarianas bien planificadas son apropiadas para la infancia y la niñez
 ".
China introdujo nuevas pautas dietéticas en 2016 que tienen como objetivo reducir el consumo de carne en un 50% y, por lo tanto, reducir las emisiones de gases de efecto invernadero en 1 mil millones de toneladas para 2030.

## Ganadería industrial versus de pastoreo
El ganado vacuno y lechero puede tener niveles particularmente altos de emisiones de gases de efecto invernadero. El alimento es un contribuyente significativo a las emisiones de los animales criados y alimentados en confinamiento (en inglés Confined Animal Feeding Operations, CAFO) o granjas industriales, ya que el maíz o la soja deben fertilizarse, irrigarse, procesarse como alimento para animales, empaquetarse y luego transportarse a las granjas industriales. En 2005, las granjas industriales representaron el 74% de la producción avícola mundial, el 50% de la carne de cerdo, el 43% de la carne de res y el 68% de los huevos, según el Worldwatch Institute. Las proporciones son significativamente más altas en los países desarrollados, pero están creciendo rápidamente en los países en desarrollo, donde la demanda también está creciendo rápidamente.
 Sin embargo, en los EE. UU., solo alrededor del 11 por ciento de las hectáreas de soja y el 14 por ciento de las de maíz se riegan; en contraste, alrededor del 66 por ciento de las de hortalizas y el 79 por ciento de las de huertos se riegan.

 En 1995, los insumos de fertilizantes comerciales promediaron 12 kilogramos por hectárea para la producción de soja de EE. UU., versus 176 kilogramos por hectárea para la producción de papa de EE. UU.
 La harina de soja para la alimentación del ganado se produce comúnmente después de la extracción de aceite de soja (utilizado para cocinar, productos alimenticios, biodiésel, etc., 
 de modo que solo una fracción del procesamiento se puede asignar a la alimentación. Estos ejemplos ilustran que las cuestiones relacionadas con el riego, la fertilización y el procesamiento para la producción de carne también deberían ser motivo de preocupación con respecto a la producción de otros alimentos.
En un estudio, se estimó que el ganado alimentado con pasto representaba un 40% menos de emisiones de efecto invernadero que el ganado en la ganadería intensiva
 Sin embargo, los efectos comparativos sobre las emisiones pueden variar. En un estudio de EE. UU., las emisiones de GEI más bajas se asociaron con la producción de carne terminada en corrales de engorde que con la producción de carne en pastos y heno.
 De manera similar, un estudio en Nueva Zelanda concluyó que las emisiones ambientales por kilogramo de carne vacuna producida se pueden reducir incorporando el acabado del corral de engorde en un sistema de producción de carne vacuna.
 Otro factor a considerar es el papel de un ecosistema pastoril saludable en el secuestro de carbono. El pastoreo rotacional de rumiantes (ganado vacuno, ovino, caprino, etc.) y aves (pollos, pavos, etc.) en pastizales sin labrar promueve la rápida acumulación de la capa superficial del suelo, que representa un importante sumidero de carbono.
Debido a que la producción de la ganadería intensiva está altamente centralizada, el transporte de animales al matadero y luego a puntos de venta minoristas distantes es una fuente adicional de emisiones de gases de efecto invernadero. Sin embargo, esto puede compensarse más o menos con un transporte reducido de alimentos balanceados, donde las granjas industriales están ubicadas en áreas productoras de alimentos balanceados.
En la producción ganadera, las emisiones se reducen mediante la alimentación de materiales no comestibles para el hombre que de otra manera podrían desperdiciarse. Elferink et al.. afirman que "Actualmente, 70% de la materia prima utilizada en la industria holandesa de piensos procede de la industria alimentaria".
 Entre varios ejemplos estadounidenses se encuentra la alimentación de granos de destilería que quedan de la producción de biocombustibles. Para año comercial 2009/2010, la cantidad de granos secos de destilería utilizados como alimento para el ganado (y residuales) en los EE. UU. ascendió a 25,0 millones de toneladas.

## Distancia recorrida y método de tránsito
Las emisiones de carbono del transporte representan el 11% del total de emisiones de carbono de los alimentos, de las cuales el transporte del productor al consumidor representa el 4%.
 Sin embargo, los "kilómetros de alimentos" son una medida muy engañosa; en muchos casos, los alimentos importados del otro lado del mundo pueden tener una huella de carbono más baja que un equivalente producido localmente, debido a las diferencias en los métodos de cultivo; Las campañas de "comida local" pueden estar motivadas por el proteccionismo más que por el ecologismo genuino.

Al observar los gases de efecto invernadero totales (no solo el dióxido de carbono), el 83% de las emisiones provienen de la producción real de alimentos debido al metano liberado por el ganado y el óxido nitroso debido a los fertilizantes.

La palabra locávoro describe a una persona que intenta comer una dieta que consiste en alimentos recolectados dentro de un radio de 100 kilómetros.
Algunos estudios han criticado el énfasis en la comida local, alegando que romantiza la producción local, pero no produce mucho beneficio ambiental. El transporte representa una porción relativamente pequeña del consumo total de energía en la producción de alimentos, y los alimentos producidos localmente pueden requerir mucha más energía que los producidos en una zona mejor. Además, el énfasis en los productores locales "ineficientes" sobre los más eficientes más alejados puede ser perjudicial.

## Procesamiento, envasado y residuos
Los alimentos altamente procesados, como las barras de granola, vienen en envases individuales, lo que exige grandes aportes energéticos y genera residuos de envases.[cita requerida]
 Estos productos aportan hasta un tercio del total de insumos energéticos para el consumo de alimentos, ya que sus ingredientes se envían desde todas partes, se procesan, empaquetan, transportan en camiones al almacenamiento y luego se transportan a los puntos de venta.[cita requerida] El agua embotellada es otro ejemplo de un producto alimenticio altamente empaquetado y derrochador. Se estima que los estadounidenses tiran 40 millones de botellas de agua de plástico todos los días, y el agua embotellada a menudo se envía de forma transcontinental. El agua carbonatada debe enfriarse y mantenerse a presión durante el almacenamiento y transporte para mantener disuelto el dióxido de carbono. Este factor contribuye a un mayor uso de energía para los productos enviados a distancias más largas.